# René Magritte Museum

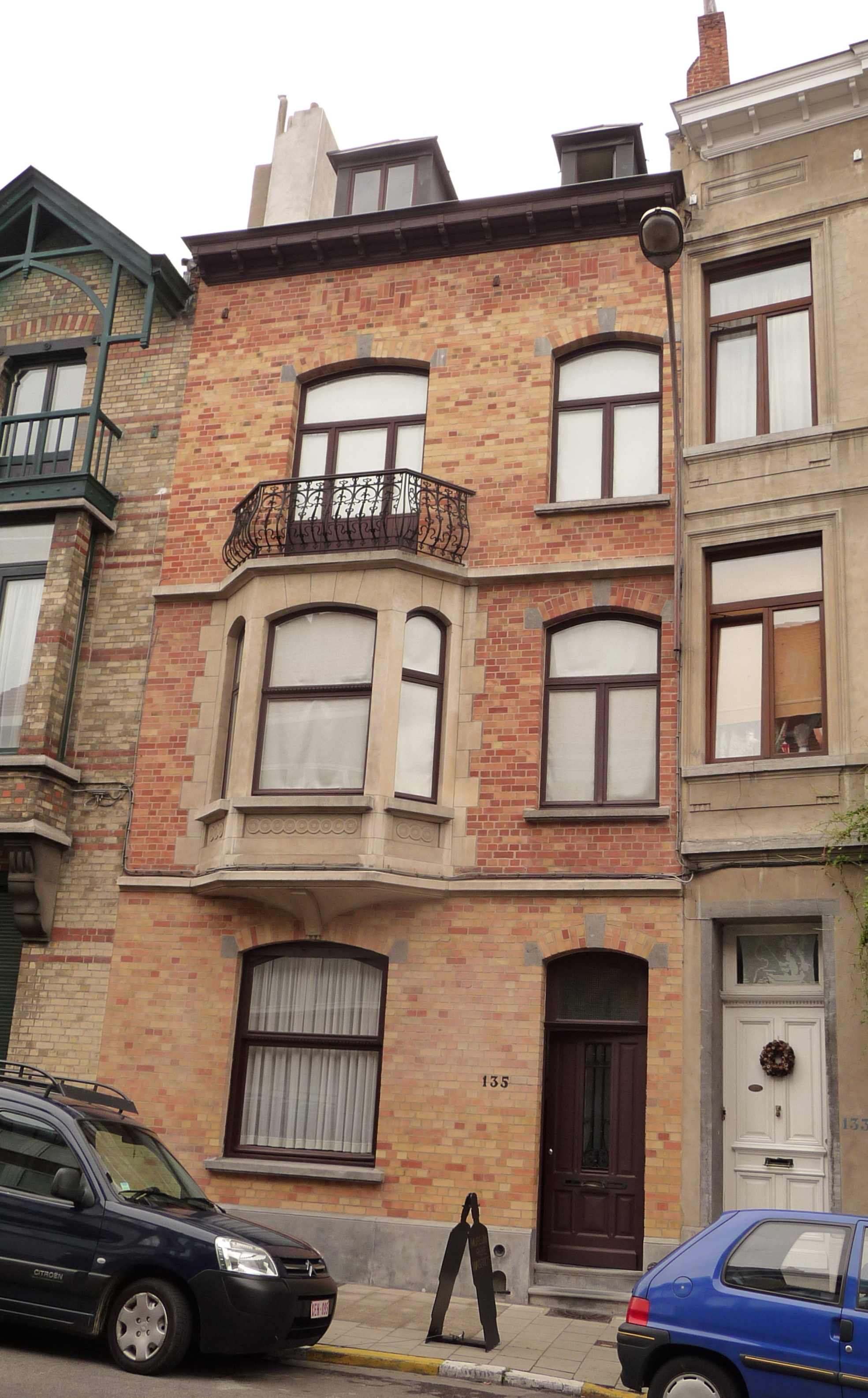
René Magritte Museum in der Rue Esseghem Nr. 135 in Brüssel, in dem er von 1930 bis 1954 wohnte

Das René Magritte Museum (frz.  Musée René Magritte, niederl. René Magritte Museum) ist ein dem belgischen Maler René Magritte gewidmetes Museum in Jette in der Region Brüssel. Das Museum befindet sich in der Rue Esseghem/Esseghemstraat Nr. 135, in dem Haus, in dem Magritte von 1930 bis 1954 lebte und zahlreiche seiner Werke schuf. Zur Sammlung des Museums gehören neben Gemälden, Gouachen und Zeichnungen des Künstlers, Teile der Originalmöblierung von Magritte sowie Fotografien und andere Dokumente zum Leben des Künstlers. Zusammengetragen hat diese Sammlung der Kunstsammler André Garitte, der das Haus erwarb, renovieren ließ und 1999 als Museum eröffnete.

## Geschichte
Der aus der wallonischen Provinz Hennegau stammende René Magritte zog 1915, im Alter von 17 Jahren, nach Brüssel und lebte hier bis zu seinem Tod 1967 in sieben verschiedenen Wohnungen. Unterbrochen hat er diese Brüsseler Jahre nur durch einen Aufenthalt im Pariser Vorort Le Perreux-sur-Marne, wo er die Zeit von 1927 bis 1930 verbrachte. Nach der Rückkehr aus Frankreich mietete Magritte gemeinsam mit seiner Frau Georgette die Erdgeschoßwohnung des Hauses Rue Esseghem/Esseghemstraat Nr. 135. Das Paar lebte hier fast 24 Jahre und die Wohnung wurde zum Zentrum der belgischen Surrealisten. 1954 hatte Magritte als erfolgreicher Maler inzwischen genügend Geld verdient und zog mit seiner Frau in eine eigene Villa in der Rue des Mimosas/Mimosasstraat Nr. 97 in Schaerbeek/Schaarbeek um. In dieser Villa lebte Magritte bis zu seinem Tod 1967 und auch seine Frau Georgette blieb hier bis an ihr Lebensende 1986 wohnen.
Nach dem Tod von Magrittes Frau gab es zahlreiche Ideen und Aufrufe, diese letzte Wohnung samt Inventar und persönlichem Besitz in ein Magritte-Museum umzuwandeln, was jedoch an fehlenden finanziellen Mitteln und der mangelnden Unterstützung von staatlichen Institutionen scheiterte. Die Villa in Schaerbeek/Schaarbeek wurde ebenso wie das Inventar und der persönlichen Besitz der Magrittes öffentlich versteigert. Der aus Antwerpen stammende Kunstsammler André Garitte begann in den Folgejahren mit Hilfe des Auktionskataloges zahlreiche Stücke aus dem Besitz der Magrittes zu erwerben. Er kaufte schließlich das Mietshaus in der Rue Esseghem/Esseghemstraat Nr. 135, das sich noch immer im Besitz von Magrittes ehemaligem Vermieter befand. Von 1993 an ließ er das Haus zu musealen Zwecken umbauen, bis es 1999 als erstes Magritte-Museum in Brüssel für die Öffentlichkeit die Türe öffnete. Erst 2009 folgte mit dem Magritte Museum der Königlichen Museen der Schönen Künste ein zweites – diesmal staatliches – dem Maler gewidmetes Museum in Brüssel.

## Das Museum

### Die Wohnung Magrittes

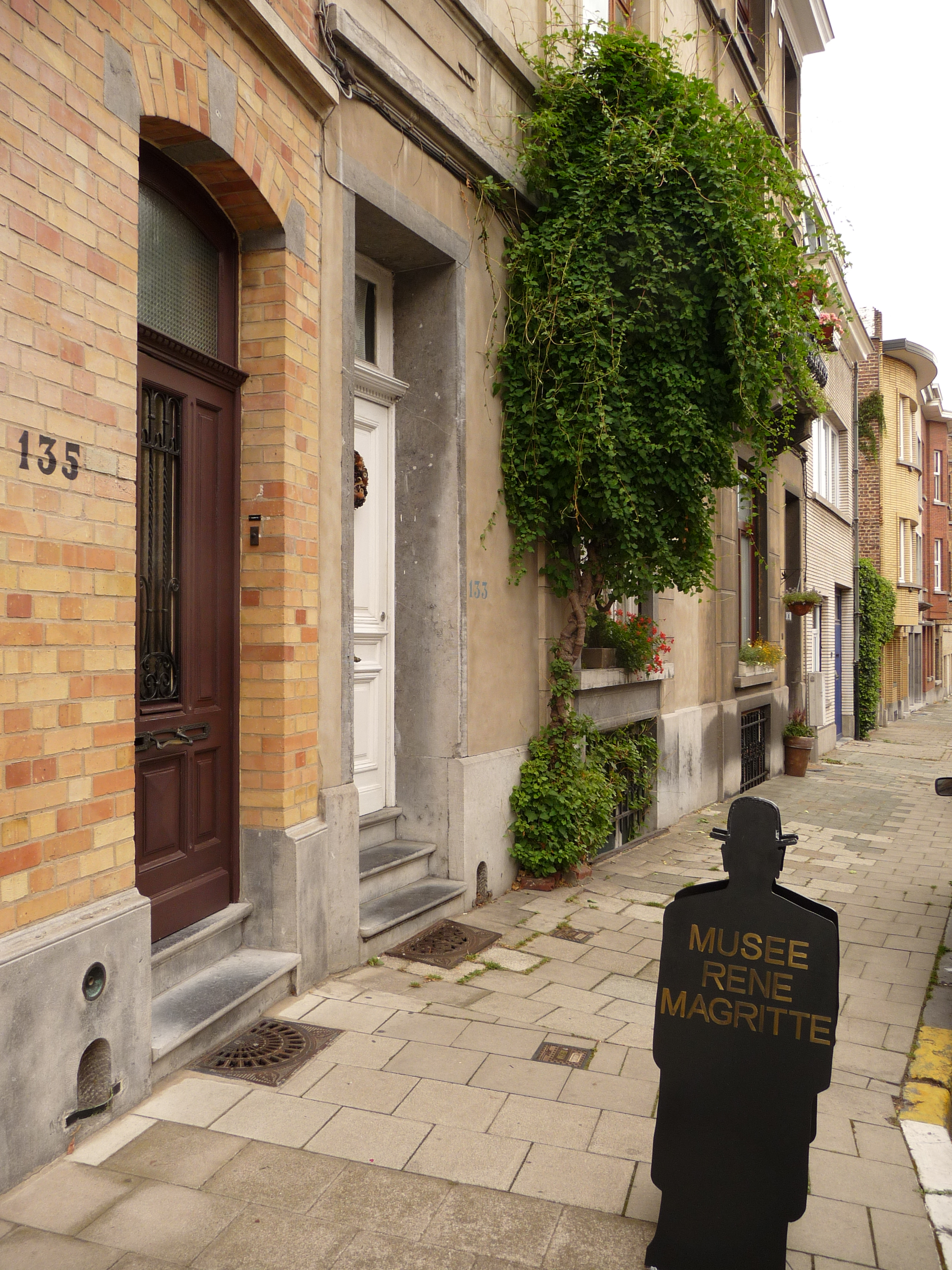
Musée Magritte: der Eingang

Magrittes ehemalige Wohnung in der Rue Esseghem/Esseghemstraat Nr. 135 befindet sich im Erdgeschoss eines Reihenhauses mit Backsteinfassade, wie sie im Brüsseler Vorort Jette oder in anderen Vororten der belgischen Hauptstadt häufig zu finden sind. Das Haus besticht nicht durch besondere architektonische Merkmale und ist typisch für diese kleinbürgerliche Wohngegend, in der Magritte nahezu 24 Jahre verbrachte und in der fast die Hälfte seines Werkes entstand. Einige Besonderheiten dieser Wohnung finden sich wiederholt in den Gemälden des Künstlers. Hierzu gehören der Kamin und die Glastüren des Wohnzimmers, das Treppenhaus mit dem markanten Treppenpfosten und Details wie die Türbeschläge und -griffe. Auch die Straßenlaterne vor dem Haus taucht wiederholt in Magrittes Bildern auf.
André Garitte gelang es, etwa 70 Prozent der Möbel der Magrittes aufzuspüren und für das Museum zu erwerben. So sind heute im Museum das Klavier der Magrittes, die originale Schlafzimmereinrichtung und die einfachen Schränke, die Magritte für seine Frau als Hochzeitsgeschenk entworfen hatte, im Museum zu sehen. Die restlichen 30 Prozent der Einrichtung stammen nicht aus dem Besitz der Magrittes, sondern sind zeitgenössische Ergänzungen. Mit Hilfe von Fotografien ist bei der Rekonstruktion der Wohnung ein nahezu authentischer Gesamteindruck gelungen. Neben dem Mobiliar gehören hierzu auch die Farbgestaltung der Räume, wie die blauen Wände des Wohnzimmers oder das dominierende Rot des Schlafraums. Zudem befinden sich vor den Fenstern wieder die von Magrittes Bildern bekannten Schärpenvorhänge.
Ein eigenes Maleratelier hatte Magritte nie besessen. 1932, als Magritte vom Verkauf seiner Gemälde noch nicht seinen Lebensunterhalt bestreiten konnte, ließ er im Garten des Hauses Rue Esseghem/Esseghemstraat Nr. 135 zwar einen atelierartigen Anbau errichten, nutzte diesen Raum jedoch als Schauraum für sein Studio Dongo, in dem er seine Arbeiten als Werbegraphiker ausstellte. Seine Gemälde entstanden in dieser Zeit in der Küche der Wohnung, wo heute wieder seine Staffelei steht. Nachdem sich der Erfolg mit seinen Gemälden einstellte, nutzte Magritte das Gartenatelier als Abstellraum und Lager für fertige Bilder. Die Küche blieb weiterhin der Ort, an dem Magrittes Bilder entstanden.

### Die Ausstellung
Neben der Wohnung Magrittes im Erdgeschoss verfügt das Museum über zwei Ausstellungsetagen. Hier hat der Museumsgründer André Garitte zahlreiche private Fotos von Magritte, persönlichen Erinnerungsstücke und umfangreiches Dokumentationsmaterial zusammengetragen. Gezeigt werden beispielsweise Briefe an Galeristen, surrealistische Broschüren oder Zeitungsartikel. Darüber hinaus stammen aus der Sammlung Garitte 30 Zeichnungen, Gouachen und Gemälde von Magritte. Hierunter befinden sich Arbeiten wie La lampe d' Aladin oder Lola de Valence. Das zur Sammlung des Museums gehörende Gemälde L’Olympia wurde am 24. September 2009 von zwei bewaffneten Räubern gestohlen.
Ein Raum des Museums ist der Zusammenarbeit Magrittes mit den anderen belgischen Surrealisten gewidmet. Diese trafen sich in der Rue Esseghem/Esseghemstraat Nr. 135 zu wöchentlichen Sitzungen, um gemeinsame Ausstellungen oder andere Projekte zu besprechen. So finden sich in diesem Raum beispielsweise Arbeiten und Dokumente zu E. L. T. Mesens, Marcel Mariën, Paul Delvaux, Rachel Baes. Von den 19 Räumen des Hauses können insgesamt 17 besichtigt werden.

### Sonderausstellungen
- 2019: Francine Holley, 100 years and more
- 2021/22: Constrructivist artists (1. November 2020 bis 3. Juni 2022)
- 2022/23: Renée Demeester (26. November 2022 bis 3. September 2023)
- 2023/24: Abstract Landscapes (11. Oktober 2023 bis 2. Juni 2024)